# Paul Joannides (Psychoanalytiker)
Paul Joannides (* 20. Jahrhundert) ist ein US-amerikanischer Autor, Redner und forschender Psychoanalytiker, der im  Nordwesten der Vereinigten Staaten lebt.
Joannides absolvierte ab 1987 sein Studium der Psychologie und seine Promotion zum Psy.D. (Doctor of Psychology) am Newport Psychoanalytic Institute der University of California, Berkeley, wo er bis 1998 tätig war.
Er ist der Autor des 1996 erstmals erschienen Sexualkundelehrbuches The Guide to Getting It On, ein, das in Schulen und medizinischen Schule für Sexualkundekurse in den USA und Kanada verwendet wird. Es wurde vom Comiczeichner Dærick Gröss, Sr. illustriert. In den Vereinigten Staaten ist es am 20. Januar 2009 bereits in der 6. Auflage erschienen, die im Januar 2011 aktualisiert wurde. The Guide to Getting It On wurde in 13 Sprachen übersetzt: brasilianisches Portugiesisch, Tschechisch, Kroatisch, Deutsch (Wild Thing: Sex-Tipps für Boys and Girls), Hebräisch, Ungarisch, Italienisch, Koreanisch, Norwegisch, Polnisch, Russisch, Serbisch und Slowenisch.
Joannides ist zudem der Gründer und Moderator von 90 Seconds on Sex, ein tägliches Radio-Feature über Sex in Wissenschaft, Medizin und Psychologie.
Joannides war in der Redaktion des American Journal of Sexuality Education von den Anfängen bis 2010 tätig.  Er ist derzeit im Board of Directors des Journal of Sexual Medicine. Er schreibt auch einen Blog für das Psychology Today Magazin. Zusätzlich spricht er an Universitäten, so war er einer der Hauptredner auf der 2010 CFLE / Planned Parenthood Sexualität Educator Konferenz  und er ist einer der Sprecher der NCAA Health and Safety Public Grant für College-Athleten auf dem Gebiet der menschlichen Sexualität.